# Birgitta Andersson

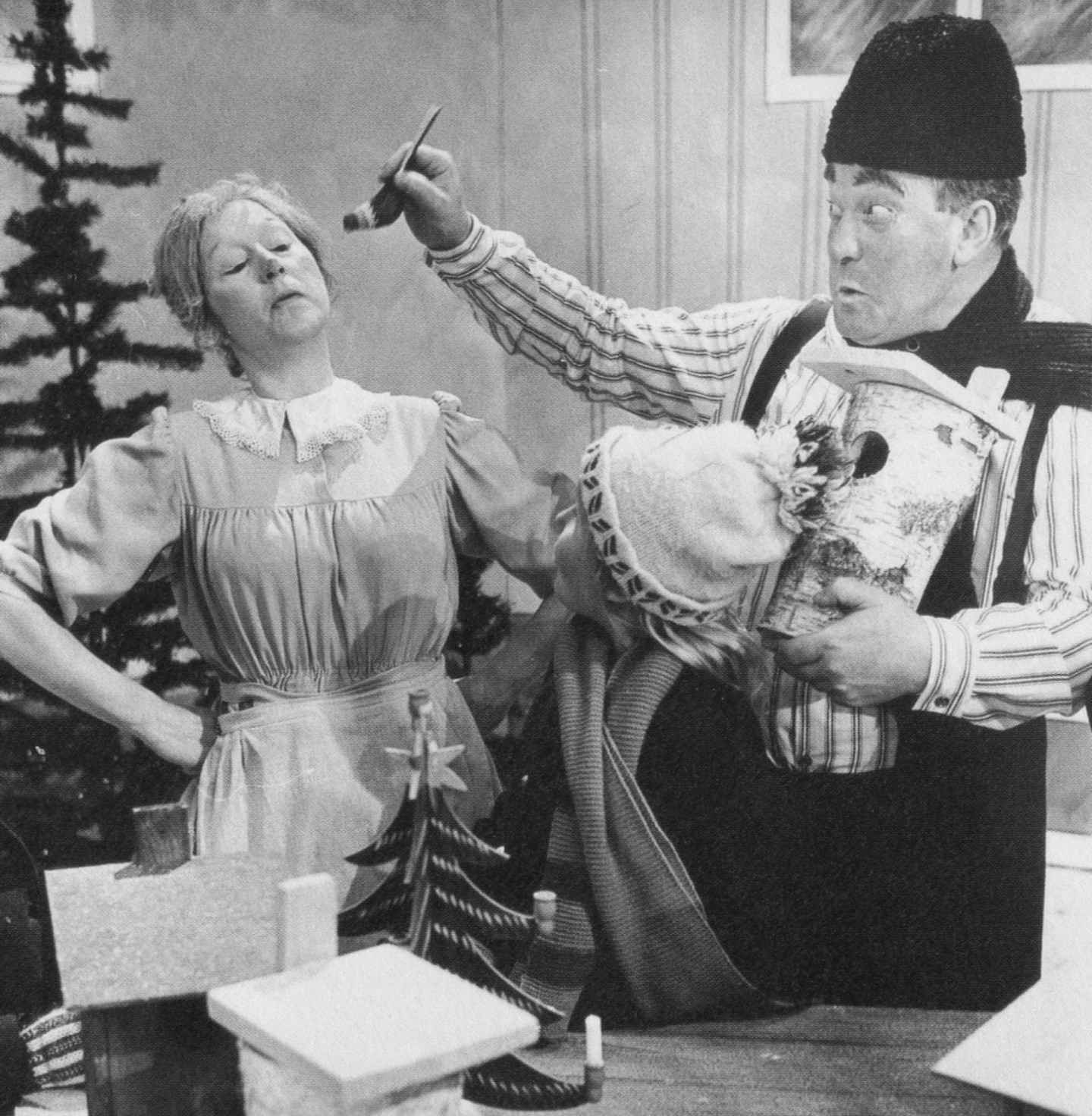
Birgitta Andersson och Carl Gustaf Lindstedt i Teskedsgumman från 1967.

Ulla Birgitta Helena Andersson Bye, född Andersson den 20 april 1933 i Mariestads församling i Skaraborgs län, är en svensk skådespelare som har medverkat i såväl teaterföreställningar som TV-serier och långfilmer. Hon är bland annat känd som Teskedsgumman, Hedvig Hök i Från A till Ö och Doris i filmerna om Jönssonligan.

## Biografi

### Tidiga år och debut i Göteborg
Birgitta Andersson föddes i Mariestad som dotter till Karl Andersson (1904–1986) och hans hustru Viola (1907–1999). Hennes biologiske far var dock handlaren i Björsäter, Erik Johan Sjöö (1909–1976). Hon växte upp i Halvfara) mellan Mariestad och Götene. Fadern Karl Andersson drev lanthandel och bensinmack.
Andersson började på Pickwickklubbens teaterskola i Göteborg jämsides med gymnasiestudierna.
1951 sökte hon till Göteborgs stadsteaters elevskola utan att bli antagen. Tillsammans med några kamrater som inte heller antagits, bland andra Ann-Marie Gyllenspetz och Dan Sjögren, startade hon Atelierteatern samma år. Andersson ville spela tung rysk dramatik men scendebuten skedde med rollen som Muriel i Francis Swanns pjäs Sex i elden (Out of the Frying Pan). 

### Teater i Stockholm och genombrott hos Hagge Geigert
Andersson engagerades 1953 av Sture Lagerwall till Alléteatern i Stockholm, där hon de följande åren gjorde ett antal biroller. 1956 spelade hon Monica Twigg i Priestleys komedi Den skandalösa historien om Mr. Kettle och Mrs. Moon, i regi av Per-Axel Branner, och hon uppmärksammades för sin insats bakom huvudrollsinnehavarna Lagerwall och Eva Henning. Föreställningen gästspelade på Lisebergsteatern i Göteborg sommaren 1957. Efter Sally i musikalen No, No, Nanette på Oscars hösten 1957 och via revydebuten på Casinoteatern gästspelade hon på hösten 1959 på Borås Kretsteater i rollen som Billie Dawn i komedin Född igår. Anderssons verkliga genombrott kom i Hagge Geigerts sommarrevy i Visby 1960. Geigert skrev hennes första riktigt slagkraftiga revynummer: Sveriges vackraste röst och Sverigebruden. De släpptes på en singel- respektive ep-skiva samma år.

### Knäppupp och Svenska Ord
År 1961 engagerades hon av Felix Alvo på Knäppupp för Karl Gerhard-revyn Ursäkta, handsken! som hade premiär på Idéonteatern i april. På hösten samma år var hon med i Knäppupprevyn I hatt och strumpa. Sommaren 1964 medverkade hon i Svenska Ord-revyn Gula hund som gick på Chinateatern. I den hade hon stor framgång med monologen Gladiolusen där hon gestaltade en oförskämd blomsterförsäljare. Hon medverkade i Povel Ramels Knäppupprevyer Ta av dej skorna 1965 och De sista entusiasterna 1968 och hon återvände till Svenska Ord med musikalrevyn Spader, Madame! som 1969 spelades på Oscarsteatern.

### Teskedsgumman och andra TV-framträdanden
Det var på TV som hon gjorde sin kanske allra mest älskade figur, Teskedsgumman, i Gumman som blev liten som en tesked som var 1967 års julkalender. Figuren i serien, som ju byggde på norrmannen Alf Prøysen bok, blev i hennes rolltolkning omedelbart igenkännbar som en gumma från Västergötland. Gummans make spelades av Carl-Gustaf Lindstedt. Varje dag i december fram till jul gick Teskedsgumman också som radions julkalender med samma huvudrollsinnehavare.
Ett annat program var TV-underhållningen Partaj 1969 där hon och Lindstedt var värdar och medverkade i sketcher tillsammans med gäster.

### Filmroller
Hon filmdebuterade år 1953 i Ragnar Frisks Bror min och jag och i Alf Kjellins film Flickan i regnet (1955) gjorde hon den elaka eleven Taje. Andersson gjorde Isabella Korpulin i Hasse Ekmans Äktenskapsbrottaren (1964) som byggde på en fars av Georges Feydeau. Därefter spelade hon Cikoria i Svenska Ords första långfilm Svenska Bilder. 1965 hade Svenska Ords andra film Att angöra en brygga premiär med Andersson i en av huvudrollerna. Andersson återkom i ytterligare tre av svenska Svenska Ords filmer: Äppelkriget 1971, Ägget är löst! 1975 och Picassos äventyr 1978 samt i Ulf Andrées Niklas och Figuren 1971.

### Teater i Stockholm och revyer med Calle Z
1970-talet inleddes som Martha Brewster i Hasse Ekmans uppsättning av Joseph Kesselrings fars Arsenik och gamla spetsar på Scalateatern som följdes av komedin Upp i smöret av Terence Frisby på Intiman. Andersson dåvarande partner Carl Zetterström, Calle Z, skrev revyn Vad är det för fel på 1933 års modell? som hösten 1971 spelades på Scalateatern med bland andra Sif Ruud, Stig Grybe, Olof Lundström och Grynet Molvig. Året därpå kom Sånt folk! som gavs på Maximteatern och våren 1974 kom Paviljongen med vilken paret Andersson och Zetterström var tillbaka på Scalateatern.
Andersson var från hösten 1976 engagerad vid Dramaten där hon debuterade med rollen som Sjukvårdsbiträdet i Stig Ossian Ericsons pjäs Gud bevare omgivningen när en människa får en idé.

### Från A till Ö och den allvarsamma Andersson
Andersson spelade Hedvig Hök i TV-serien Från A till Ö – en resa orden runt, som sändes för första gången hösten 1974 och in på våren 1975. 
Hon gjorde en uppmärksammad dramatisk roll som Lillemor i Vilgot Sjömans teveserie Tofsen 1977. En annan viktig roll är trollet Tova alias Daisy i julkalendern Trolltider år 1979, som har repriserats och mångfaldigats sedan dess.

### 1980-talet och framåt
År 1981 lämnade hon Dramaten för att återförenas med Povel Ramel på andra sidan Berzelii park i Berns salonger där revymusikalen Minspiration hade premiär. Det var Ramels första nyskrivna verk för en ensemble sedan De sista entusiasterna 1968.
Säsongen 1983–1984 repriserade hon sin roll som Martha Brewster i Arsenik och gamla spetsar, fast nu på Maximteatern med Lars Amble som regissör. Sif Ruud gjorde Abby Brewster och i ensemblen återfanns Magnus Härenstam, Fredrik Ohlsson, Gösta Prüzelius och Per Olof Eriksson med flera.
På nyårsafton 1985 hade Ray Cooneys fars Hotelliggaren premiär på Folkan med Frej Lindqvist som vänsterprasslande brittisk minister och Andersson var hans ovetande hustru. Ministersekreteraren spelades av Gösta Ekman.
Hon var tillbaka på Maximteatern hösten 1987 i Neil Simons komedi Omaka par i versionen för kvinnor, med bland andra Lena Nyman, Anna Sundqvist, Anki Lidén och Mona Seilitz och återigen med Amble som regissör.
En av Anderssons allra främsta rollprestationer på en teaterschen var som hund i A.R. Gurneys Sylvia som spelades på Folkan hösten 1996.
Hösten 2002 var hon med i kriminalfarsen Nu e're klippt av Paul Portner som spelades på Badhuset i Örebro, med Peter Flack.

### I TV och på film på 1980-talet och framåt
Efter Maja Janssons förhållande med Gustaf Raskenstam i Gunnar Hellströms film Raskenstam 1983 dök hon året därpå upp som Dynamit-Harrys (Björn Gustafson) förälskelse Doris i Jönssonligan får guldfeber, den första filmen av sex om Jönssonligan för Anderssons del. Den sista var Jönssonligan spelar högt år 2000.
Andersson gjorde som Majken Bergström sin sista filmroll 2006 i Claes Erikssons Den enskilde medborgaren. Året innan gjorde hon Signhilds röst i den animerade filmen om Gubben Pettson och katten Findus.
Andersson var en av de ledande i Åke Catos, Lill Thoréns och Sven Melanders sketchserie Häpnadsväktarna, som sändes i TV 1981 och 1983.
Hon gästspelade i Povel Ramels TV-serie Affären Ramel 1986 och i Hans Alfredsons och Tomas Alfredsons TV-serie om Familjen Schedblad 1989. Året därpå spelade hon med Magnus Härenstam i den norska TV-serien Fredrikssons fabrik i regi av Bo Hermansson.
Åren 1996-1997 medverkade hon som Margaretha Björk, gift med Lennart Björk, i komediserien En fyra för tre på TV4 där hon åter spelade med Björn Gustafson.
Andersson medverkade i hela 52 avsnitt som rösten till Duvan Barbro i Höjdarna med Morgan Alling, som var en del av julkalendern Allrams höjdarpaket 2004. Hon blev därmed en av de skådespelare som varit mest förekommande i julkalendern, särskilt som Teskedsgumman och Trolltider blev så omtyckta att båda sändes i repris.
I TV-serien Häxan Surtant och den fruktansvärda fritiden hade Andersson rollen som Häxan Surtants mor, den halvgalna häxmamman Harriet.

### Privatliv
Andersson var från 1965 gift med den norske dramatikern Anders Bye i några år, och har med honom sonen Matti Bye, pianist och kompositör. I sitt förhållande med författaren Carl Zetterström fick hon dottern Hanna Zetterström.

## Filmografi
| År   | Titel                                                         | Roll                       |
| ---- | ------------------------------------------------------------- | -------------------------- |
| 1953 | Bror min och jag                                              |                            |
| 1954 | I rök och dans                                                | Hustru i Martins film      |
| 1954 | Skrattbomben                                                  | Vera                       |
| 1955 | Flickan i regnet                                              | Taje                       |
| 1956 | Moln över Hellesta                                            | Sonja Elbegaard            |
| 1956 | Åsa-Nisse flyger i luften                                     | Britta                     |
| 1957 | Gäst i eget hus                                               | Gäst                       |
| 1957 | Mamma tar semester                                            | Ung kvinna i vit päls      |
| 1957 | Räkna med bråk                                                | Christina Grepeclou        |
| 1958 | Kvinna i leopard                                              | Anna Högman                |
| 1958 | Den store amatören                                            |                            |
| 1959 | Med mord i bagaget                                            | Helle                      |
| 1959 | Brott i paradiset                                             | Cigarettflickan            |
| 1959 | Sängkammartjuven                                              | Journalist                 |
| 1962 | En nolla för mycket                                           | Lillan                     |
| 1964 | Svenska bilder                                                | Cikoria                    |
| 1964 | Äktenskapsbrottaren                                           | Isabella Korpulin          |
| 1965 | Att angöra en brygga                                          | Mona                       |
| 1967 | Cottonpickin' Chickenpickers                                  | Brigit                     |
| 1967 | Tofflan – en lycklig komedi                                   | Lilly                      |
| 1968 | Mannen som ikke kunne le                                      | Svenska flickvännen        |
| 1969 | Hur Marie träffade Fredrik, åsnan Rebus, kängurun Ploj och... | Läraren                    |
| 1971 | Niklas och Figuren                                            | Mickes mamma               |
| 1971 | Äppelkriget                                                   | Luft-Hanna Lindberg        |
| 1973 | Robin Hood                                                    | Lady Kluck                 |
| 1974 | Dunderklumpen!                                                | Blomhåret                  |
| 1975 | Ägget är löst!                                                | Modern                     |
| 1977 | Den allvarsamma leken                                         | Hilma Randel               |
| 1978 | Picassos äventyr                                              | Ingrid Svensson-Guggenheim |
| 1979 | Kristoffers hus                                               | Helena Sandholm            |
| 1979 | Du är inte klok Madicken                                      | Emma Nilsson               |
| 1980 | Madicken på Junibacken                                        | Emma Nilsson               |
| 1983 | Raskenstam                                                    | Maja Jansson               |
| 1983 | Med Lill-Klas i kappsäcken                                    | Faster Tinne               |
| 1984 | Jönssonligan får guldfeber                                    | Doris                      |
| 1986 | Resan till Amerika                                            | Gussie Musenheimer         |
| 1986 | Jönssonligan dyker upp igen                                   | Doris                      |
| 1989 | Kajsa Kavat                                                   | Fru Boman                  |
| 1989 | Jönssonligan på Mallorca                                      | Doris                      |
| 1992 | Jönssonligan & den svarta diamanten                           | Doris                      |
| 1994 | Ronny och Ragge Pökpåsefabriken                               |                            |
| 1994 | Jönssonligans största kupp                                    | Doris                      |
| 2000 | Jönssonligan spelar högt                                      | Doris                      |
| 2005 | Pettson och Findus - Tomtemaskinen                            | Signhild                   |
| 2006 | Quinze                                                        | talkshow-värdinnan         |
| 2006 | Den enskilde medborgaren                                      | Majken Bergström           |

### TV
| År        | Titel                                                      | Notering | Roll                        |
| --------- | ---------------------------------------------------------- | -------- | --------------------------- |
| 1967      | Gumman som blev liten som en tesked                        | TV-serie | Teskedsgumman               |
| 1973      | Teskedsgumman                                              | TV-serie | Teskedsgumman               |
| 1974–1975 | Från A till Ö                                              | TV-serie | Hedvig Hök                  |
| 1977      | Den beslöjade damen                                        | TV-serie |                             |
| 1978      | Julius Julskötare                                          | TV-serie | Fru Hugosson                |
| 1979      | Madicken                                                   | TV-serie | Emma Nilsson                |
| 1979      | Trolltider                                                 | TV-serie | Tova/Daisy                  |
| 1980      | Huset i världens mitt                                      |          |                             |
| 1980      | Räkan från Maxim                                           |          | Madame Vidauban             |
| 1980      | Ett drömspel                                               |          | portvakterskan              |
| 1980      | Gud bevare omgivningen                                     |          |                             |
| 1981      | Olsson per sekund eller Det finns ingen anledning till oro |          | Karin Olsson                |
| 1981      | Häpnadsväktarna                                            | TV-serie |                             |
| 1990      | Fredrikssons fabrik                                        | TV-serie | Ulla Fredriksson            |
| 1992      | Luciafesten                                                | TV-pjäs  | Elisabet                    |
| 1996      | Cluedo – en mordgåta                                       | TV-serie | Lisa Spiis                  |
| 1996–1997 | En fyra för tre                                            |          | Margareta Björk             |
| 1998      | Jobbet och jag                                             | TV-serie | Jeanette                    |
| 2003      | Freddies och Leos äventyr                                  |          | Skryt-Marcus farmor         |
| 2004      | Höjdarna                                                   | TV-serie | Barbro                      |
| 2004      | Allrams höjdarpaket                                        | TV-serie | Barbro                      |
| 2008–2009 | Häxan Surtant och den fruktansvärda fritiden               |          | Halvgalna Häxmamman Harriet |
| 2010      | Välkommen åter                                             | TV-serie | Kleptoman                   |

## Teater

### Roller
| År   | Roll                                    | Produktion | Regi                           | Teater                      |
| ---- | --------------------------------------- | --- | ------------------------------ | --------------------------- |
| 1951 | Muriel                                  | Sex i elden Francis Swann | Josef Kornfeld                 | Atelierteatern              |
| 1952 | Pernette Laprade                        | Lyckliga dagar Claude-André Puget | Josef Kornfeld                 | Atelierteatern              |
| 1952 | Karin                                   | Jag älskar Hans Peterson | Lars Barringer                 | Atelierteatern              |
| 1952 | Sippan                                  | När syrsorna spela Bertil Sävkranz | Lars Barringer Bertil Sävkranz | Atelierteatern              |
| 1953 | Första tärnan                           | En skugga Hjalmar Bergman | Nils Lindström                 | Atelierteatern              |
| 1953 | Annie                                   | Ole-dole-doff André Roussin | Josef Kornfeld                 | Atelierteatern              |
| 1953 |                                         | Lantlollan William Wycherley | Sam Besekow                    | Alléteatern                 |
| 1954 | Geneviève de Malegard                   | Lille kommissarien Les compagnons de la Marjolaine Marcel Achard                                                                                       | Åke Falck                      | Alléteatern                 |
| 1954 |                                         | Flickan ovanpå George Axelrod | Sam Besekow                    | Alléteatern                 |
| 1955 | Maggie                                  | I afton kl. 8: Jag talar till dig (Talking to You) William Saroyan                                                                                     | Hans Lagerkvist                | Alléteatern                 |
| 1955 | Harriet Winter                          | I afton kl. 8: Familjealbumet (Family Album) Noël Coward                                                                                               | Sam Besekow                    | Alléteatern                 |
| 1956 |                                         | Min man har komplex Jean Bernard-Luc | Sture Lagerwall                | Intiman                     |
| 1956 | Slampan                                 | Den skandalösa historien om Mr Kettle och Mrs Moon J. B. Priestley                                                                                     | Per-Axel Branner               | Alléteatern                 |
| 1957 | Sally                                   | No, No, Nanette Vincent Youmans, Otto Harbach, Frank Mandel och Irving Caesar                                                                          | Egon Larsson                   | Oscarsteatern               |
| 1958 |                                         | Levande ljus Siegfried Geyer | Olof Thunberg                  | Intiman                     |
| 1958 | Medverkande                             | Revy-Tut, revy Evert Lindberg, Rune Ek, Stig Grybe och Bengt Janzon                                                                                    | Stig-Ossian Ericson            | Casinoteatern               |
| 1959 | Billie Dawn                             | Född igår Garson Kanin | Palle Granditsky               | Borås Kretsteater           |
| 1959 |                                         | Eva före paradiset Jean Marsan |                                | Den Nationale Scene, Bergen |
| 1960 | Medverkande                             | 11 44 99, revy | Stig-Ossian Ericson            | Casinoteatern               |
| 1960 | Kokerskan Joan                          | Ture Sventon i London Åke Holmberg | Nils Olsén                     | Stockholms skolbarnsteater  |
| 1960 | Medverkande                             | Hagge Geigerts Visby-revy: Ett spel om den väg som till ruinen bär, revy Hagge Geigert                                                                 | Hagge Geigert                  | Borgen, Visby               |
| 1960 | Medverkande                             | Skräck och skratt, revy Bengt Linder | Sven Paddock                   | Casinoteatern               |
| 1961 | Medverkande                             | Klappa din hand, revy Beppe Wolgers och Pär Rådström                                                                                                   | Mille Schmidt                  | Hamburger Börs              |
| 1961 | Medverkande                             | Ursäkta handsken, revy Karl Gerhard | Tage Danielsson                | Idéonteatern                |
| 1961 | Medverkande                             | I hatt och strumpa, revy Hans Alfredson, Tage Danielsson, Owe Thörnqvist, Povel Ramel                                                                  | Mille Schmidt                  | Idéonteatern                |
| 1962 | Medverkande                             | Tält Side Story, revy Hans Alfredson, Tage Danielsson, Owe Thörnqvist, Povel Ramel                                                                     | Mille Schmidt                  | Turné                       |
| 1962 | Rosalie                                 | Pappa, pappa, stackars pappa, mamma har hängt dig i garderoben och jag känner mig så nere Arthur L. Kopit                                              | Hans Lagerkvist                | Idéonteatern                |
| 1962 | Medverkande                             | Dax igen, revy Povel Ramel | Herman Ahlsell                 | Idéonteatern Turné          |
| 1963 | Doreen Belinda                          | Se men inte höra Peter Shaffer | Hasse Ekman Gösta Ekman        | Intiman                     |
| 1964 | Medverkande                             | Gula hund, revy Hans Alfredson och Tage Danielsson | Tage Danielsson                | Chinateatern                |
| 1965 | Medverkande                             | Ta av dej skorna, revy Povel Ramel och Beppe Wolgers                                                                                                   | Egon Larsson                   | Turné/ Idéonteatern         |
| 1966 | Doris                                   | Tre trappor utan hiss med en delvis skymd utsikt över Golden Gatebron Bill Manhoff                                                                     | Mimi Pollak                    | Scalateatern                |
| 1967 | Gullan                                  | Milda makter You're a Good Man, Charlie Brown | Jackie Söderman                | Idéonteatern                |
| 1968 | Medverkande                             | De sista entusiasterna, revy Povel Ramel och Beppe Wolgers                                                                                             | Hasse Ekman                    | Idéonteatern/ Turné         |
| 1969 | Malla Tollman                           | Spader, Madame! eller Lugubert sa Schubert Hans Alfredson och Tage Danielsson                                                                          | Tage Danielsson                | Oscarsteatern               |
| 1970 | Martha Brewster                         | Arsenik och gamla spetsar Joseph Kesselring | Hasse Ekman                    | Scalateatern                |
| 1971 |                                         | Upp i smöret Terence Frisby | Isa Quensel                    | Intiman                     |
| 1971 | Medverkande                             | Vad är det för fel på 1933 års modell?, revy Carl Zetterström                                                                                          | Lars Amble                     | Scalateatern                |
| 1972 | Medverkande                             | Sånt folk!, revy Carl Zetterström | Lars Amble                     | Maximteatern                |
| 1974 | Medverkande                             | Paviljongen, revy Carl Zetterström | Hans Bergström                 | Scalateatern                |
| 1975 | Medverkande                             | Humor –75, krogshow Birgitta Andersson, Bias Bernhoft, Carl Anton, Bo Carlgren, Bo Hermansson, Alfred Næss, Alf Prøysen, Einar Schanke, Rolv Wesenlund | Bo Hermansson                  | Berns salonger              |
| 1976 | Biträdet                                | Gud bevare omgivningen när en människa får en idé Stig Ossian Ericson                                                                                  | Per Sjöstrand                  | Dramaten                    |
| 1977 | Lärarinnan                              | Ranstadvalsen Jan Guillou och Gunnar Ohrlander | Margaretha Byström             | Dramaten                    |
| 1978 | Fru Biledew                             | Vargen Howard Barker | Barbro Larsson                 | Dramaten                    |
| 1980 | Föreståndarinnan                        | Attest Pavel Kohout | Hans Klinga                    | Dramaten                    |
| 1980 | Lina Rose                               | Fysikerna Friedrich Dürrenmatt | Per Sjöstrand                  | Dramaten                    |
| 1981 | Fulvia Drattler, född Torstensson-Prååm | Minspiration, revy Povel Ramel | Hasse Ekman                    | Berns                       |
| 1983 | Fröken Brewster                         | Arsenik och gamla spetsar Joseph Kesselring | Lars Amble                     | Maximteatern                |
| 1986 |                                         | Hotelliggaren Ray Cooney | Tony Verner                    | Folkan                      |
| 1987 | Beatrice                                | Omaka par Neil Simon | Lars Amble                     | Maximteatern                |
| 1991 | Medverkande                             | Flott & lagom, revy Sven Hugo Persson, Kar de Mumma, Calle Norlén, Carl Zetterström, Tomas Tivemark, Katrin Sundberg                                   | Thomas Ryberger                | Stora teatern, Stockholm    |
| 1992 | Medverkande                             | Mulliga vitaminer, revy Calle Norlén, Sven Hugo Persson, Tomas Tivemark                                                                                | Mikael Hylin                   | Stora teatern, Stockholm    |
| 1996 | Sylvia                                  | Sylvia A. R. Gurney | Rickard Günther                | Folkan                      |
| 2000 | Medverkande                             | Strålande tider!, härliga tider!, revy | Lars Amble                     | Maximteatern                |
| 2002 | Diplomathustrun                         | Nu e're klippt Paul Pörtner | Thomas Oredsson                | Varmbadhuset, Örebro        |

## Priser och utmärkelser
- 1988 och 1992 – Guldmasken
- 1997 – Karl Gerhards Hederspris
- 1999 – Purjolökspriset
- 2005 – Fridolf Rhudin priset

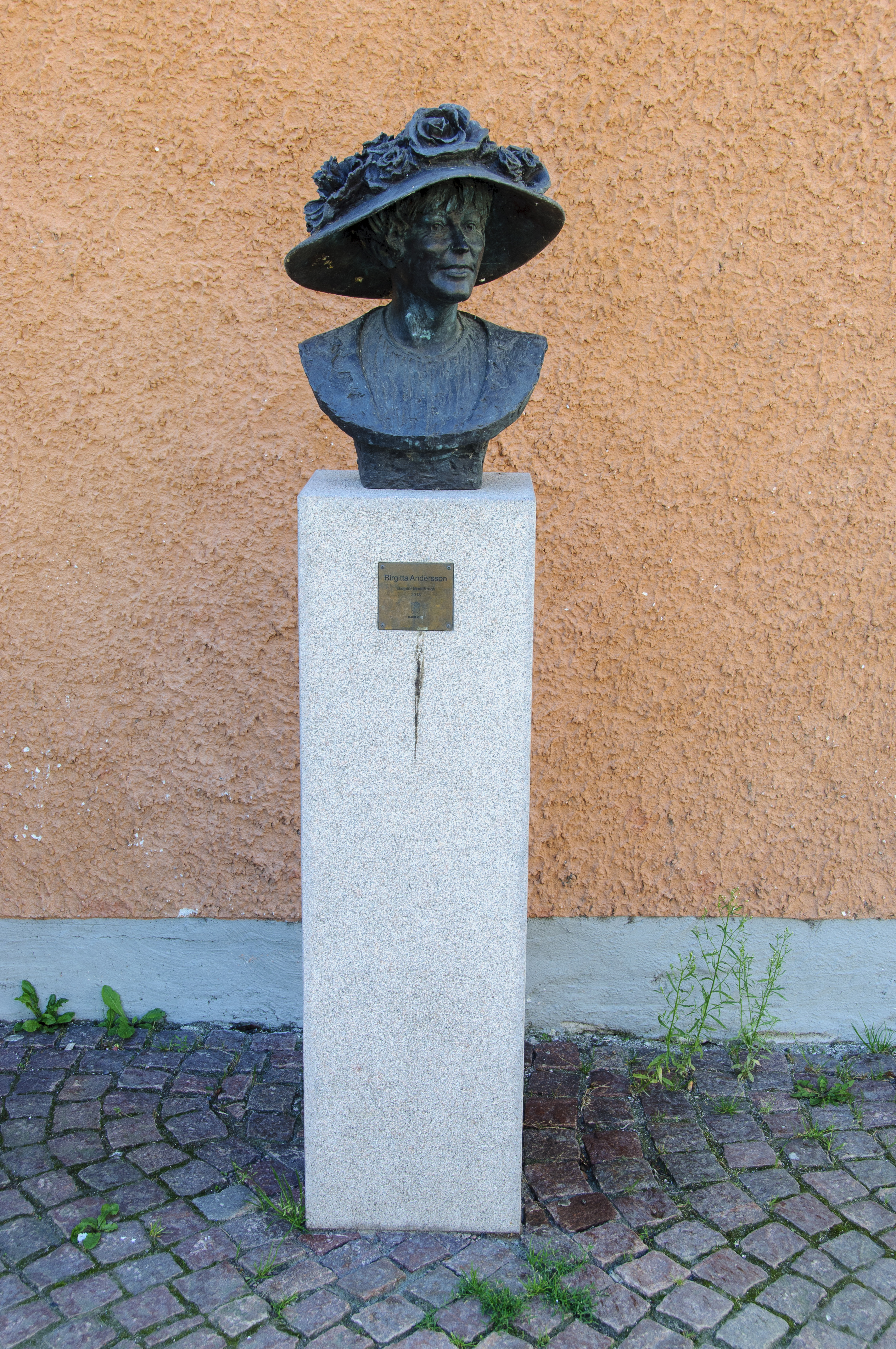
Marit Kroghs Andersson-byst (2018), utanför Mariestads teater.

- 2011 – Västra Götalandsregionens kulturpris[61]
- 2016 – Hedersguldbaggen
- 2018 – Gösta Ekmans hederspris.[62]
- 2025 – Litteris et Artibus[63]